# 宇佐美一夫
宇佐美 一夫（うさみ かずお、1914年3月15日 - 2000年6月8日）は、静岡県静岡市出身のプロ野球選手。ポジションは捕手、一塁手。

## 経歴
城内小時代は野球部で活躍、父親は牧師であった。静岡中学校に進学したが父親の反対で野球部には入らず4年まで柔道部。5年になってからは野球部関係者が父親を説得し野球部に転向して捕手となる。鈴木芳太郎とバッテリーを組み、1930年に春・夏連続で甲子園に出場。いずれも準々決勝で敗れている。成績は4試合で15打数3安打、打率.133。その後は1931年に横浜高商へ入学して、捕手として活躍。1934年に奉天満鉄倶楽部へ進むと、都市対抗には1938年までに4回出場し、弟・浜夫も同チームで活躍。兄弟選手としてファンを沸かせた。
終戦後は横浜のパン屋で働きながら神奈川商工でコーチを務めていたが、戦友だった徳永喜男から国鉄スワローズの西垣徳雄監督に紹介され、1950年6月、シーズン途中に36歳の高齢ながら入団。数年ぶりの硬式野球でもあったが正捕手、主軸打者として活躍する。翌1951年は松竹ロビンスから佐竹一雄が移籍してきたのに伴い一塁手として出場する（捕手としても8試合に出場）。規定打席に到達し、佐竹に次ぐチーム2位の打率を記録。1952年は選手兼任コーチとなるが、一軍には2試合のみの出場に終わり、二軍監督としての役割を果たした。同年引退。
その後は国鉄・サンケイのコーチ（1953年 - 1963年, 1967年）を務め、その間、二軍監督（1957年 - 1958年）も務めた。

## 詳細情報

### 年度別打撃成績
| 年 度      | 球 団      | 試 合 | 打 席 | 打 数 | 得 点 | 安 打 | 二 塁 打 | 三 塁 打 | 本 塁 打 | 塁 打 | 打 点 | 盗 塁 | 盗 塁 死 | 犠 打 | 犠 飛 | 四 球 | 敬 遠 | 死 球 | 三 振 | 併 殺 打 | 打 率 | 出 塁 率 | 長 打 率 | O P S |
| ---------- | ---------- | ----- | ----- | ----- | ----- | ----- | -------- | -------- | -------- | ----- | ----- | ----- | -------- | ----- | ----- | ----- | ----- | ----- | ----- | -------- | ----- | -------- | -------- | ----- |
| 1950       | 国鉄       | 88    | 321   | 303   | 26    | 86    | 8        | 2        | 5        | 113   | 33    | 1     | 1        | 3     | --    | 15    | --    | 0     | 21    | 14       | .284  | .317     | .373     | .690  |
| 1951       | 国鉄       | 92    | 303   | 289   | 20    | 82    | 7        | 1        | 7        | 112   | 37    | 0     | 3        | 3     | --    | 11    | --    | 0     | 13    | 14       | .284  | .310     | .388     | .698  |
| 1952       | 国鉄       | 2     | 2     | 2     | 0     | 0     | 0        | 0        | 0        | 0     | 0     | 0     | 0        | 0     | --    | 0     | --    | 0     | 0     | 0        | .000  | .000     | .000     | .000  |
| 通算 : 3年 | 通算 : 3年 | 182   | 626   | 594   | 46    | 168   | 15       | 3        | 12       | 225   | 70    | 1     | 4        | 6     | --    | 26    | --    | 0     | 34    | 28       | .283  | .313     | .379     | .692  |

### 背番号
- 35 （1950年 - 1951年）
- 40 （1952年 - 1958年）
- 51 （1959年）
- 50 （1960年 - 1963年）
- 57 （1967年）